# Rogier Blokland
Rogier Philip Charles Eduard Blokland (Dordrecht, 16 februari 1971) is een Nederlandse taalkundige en hoogleraar Finoegristiek aan de Universiteit van Uppsala.

## Onderzoek en specialisatie
Blokland heeft gestudeerd aan de Rijksuniversiteit Groningen, waar hij in 2005 bij Cornelius Hasselblatt promoveerde op een proefschrift over Russische leenwoorden in het Estisch. Na zijn studie was hij werkzaam als wetenschappelijk medewerker en gastdocent op universiteiten in Estland, Duitsland, Nederland en Zweden.
Blokland was werkzaam aan de volgende universiteiten:
- Rijksuniversiteit Groningen
- Universiteit van Tallinn
- Universiteit van Tartu
- Humboldtuniversiteit in Berlijn
- Ludwig Maximilians-Universiteit in München
- Ernst Moritz Arndt Universität Greifswald
- Universiteit Hamburg

In oktober 2014 werd Rogier Blokland aangesteld als opvolger van hoogleraar Lars-Gunnar Larsson aan de vakgroep Finoegristiek van het instituut voor Moderne Talen aan de Universiteit van Uppsala.
Bloklands onderzoek is binnen de Finoegrische talen voornamelijk gericht op de Oostzeefinse talen, de  Samische talen en de Permische talen (Komi, Komi-Permjaaks en Oedmoerts). Binnen deze taalgroepen focust Blokland zich op hun grammaticale beschrijvingen en ook op het taalcontact en -verandering van de kleinere en bedreigde Finoegrische talen. Hierbij hoort ook de studie van vergelijkende en historische taalkunde, gezien zijn kennis van etymologie in Finoegrische en Indo-Europese talen. Hij heeft ook geschreven over dialecten en meertaligheid in gebieden waar Finoegrische talen worden gesproken.